# Elecciones municipales de Costa Rica de 2016
Las elecciones municipales de Costa Rica de 2016 fueron los comicios para elegir todos los cargos municipales del país; alcaldes, vicealcaldes, regidores, síndicos, concejales de distrito e intendentes, y sus suplentes en todos los casos. Se realizaron el 7 de febrero de 2016 y fueron la primera ocasión en que se elijían conjuntamente regidores y demás cargos municipales, ya que históricamente los regidores se escogían junto a las autoridades nacionales en las elecciones presidenciales, hasta que una reforma en el 2009 unificó todas las elecciones municipales en una sola a medio período. Estas fueron las primeras elecciones municipales en que el Partido Acción Ciudadana es el partido de gobierno.
Fueron las cuartas elecciones municipales que se realizan en el país y los cargos electos se ejercerán por cuatro años. La ley permite a las autoridades municipales postularse para la reelección inmediata, a diferencia de las autoridades nacionales que deben tener cuando menos un período intermedio antes de poder postularse para la reelección. 
El Partido Liberación Nacional sufrió un retroceso en su número de alcaldías pasando de 59 que obtuvo en 2010 a 50 y solo tres de las cabeceras de provincia (cuando previamente gobernaba seis de siete) incluyendo la pérdida de su bastión histórico, el cantón de San José, aunque se mantuvo como el partido con mayor número de alcaldías. El Partido Unidad Social Cristiana preservó su lugar como segundo partido en gobiernos municipales incrementando además de 9 a 15, el Partido Acción Ciudadana pasó de 6 alcaldías en 2010 a 7 (si se incluye la de Montes de Oca que fue ganada en coalición y cuyo candidato era adherente del partido), el recién formado Partido Nueva Generación, que no tiene representación parlamentaria, cosechó 3 alcaldías. El izquierdista Frente Amplio obtuvo una alcaldía en el cantón de Barva, convirtiéndose en la primera vez en la historia del país que la izquierda consigue el cargo de alcalde y por tanto un gobierno local, así como el también nuevo Partido Republicano Social Cristiano fundado por el expresidente Calderón Fournier obtiene una alcaldía en Vázquez de Coronado y una intendencia. Los partidos cantonales Alianza por San José, Curridabat Siglo XXI, Yunta Progresista Escazuceña y Auténtico Limonense obtuvieron las alcaldías de los cantones de San José, Curridabat, Escazú y Limón respectivamente.
Los partidos Movimiento Libertario y Renovación Costarricense que tenían 2 alcaldías cada uno en 2010 no obtuvieron ninguna en 2016.

## Historia
47 alcaldes en funciones (el 66%) buscaron la reelección, logrando su cometido 31. De estos, el que tenía más tiempo ejerciendo su cargo es Álvaro Jiménez, alcalde de Montes de Oro, quien tiene 14 años ininterrumpidos de ser alcalde habiendo sido reelecto consecutivamente desde las primeras elecciones municipales en 2002 (sin contar cuatro años previos siendo ejecutivo municipal), siendo derrotado por el candidato del Partido Acción Ciudadana.
Durante este proceso se dio una importante tránsfuga de candidatos entre partidos; buscando la reelección Néstor Mattis de Limón abandona el Partido Liberación Nacional por el Partido Auténtico Limonense, Gilberto Monge de Mora hace lo mismo pasándose al Partido Nueva Generación, Humberto Solano de Jiménez dejó las filas liberacionistas para ser candidato por el Partido Acción Ciudadana y quizás el caso más dramático por su cobertura mediática, el de Johnny Araya quien fue inhabilitado por el Tribunal de Ética del PLN y se convierte en candidato del partido local Alianza por San José. Sin embargo, el PLN también recibió disidentes de otros partidos buscando la reelección, casos de Lissete Fernández del cantón de Jiménez quien fue elegida originalmente por el Partido Unidad Social Cristiana y Elvis Lawson de Matina electo por Acción Ciudadana. 
El recién formado Partido Republicano Social Cristiano, creado por el expresidente Rafael Ángel Calderón Fournier al renunciar al PUSC adoptó varios candidatos que militaron en este último, casos de Douglas Altamirano quien fue precandidato a alcalde josefino por la Unidad, renunciando para serlo en las filas republicanas. Otro caso similar es el del músico y folclorista Dionisio Cabal, quien fue candidato vicepresidencial y a diputado de Alianza Patriótica para ahora ser candidato a alcalde de Escazú mediante el Frente Amplio.

## Alianzas y coaliciones
Se establecieron las siguientes coaliciones de cara a los comicios municipales:
- Belén: Alianza por Belén (Partido Acción Ciudadana, Frente Amplio e Independiente Belemita)
- Guatuso: Unidos por Guatuso (Partido Acción Ciudadana y Frente Amplio)
- Montes de Oca: Gente (Partido Acción Ciudadana, Frente Amplio, Patria Nueva, Alianza Patriótica y Humanista de Montes de Oca)
- Tibás: Somos Tibás (Partido Acción Ciudadana, Frente Amplio y Cívico de Tibás Fuenteovejuna)

Además en Acosta, Zarcero, Sarchí (entonces llamado Valverde Vega), Santo Domingo, Bagaces, Quepos y Coto Brus el Frente Amplio acordó no presentar candidatos sino respaldar la papeleta de Acción Ciudadana.

## Alcaldía de San José
Siendo la alcaldía más importante del país, ha tomado especial protagonismo en estas elecciones debido a que quien ocupó el cargo de alcalde por más de veinte años, Johnny Araya Monge, renunció a su puesto para ser candidato presidencial por el Partido Liberación Nacional en las elecciones nacionales de 2014, siendo derrotado por Luis Guillermo Solís. Araya fue suspendido de su partido por cuatro años por el Tribunal de Ética por haber renunciado a su candidatura ante la segunda ronda argumentando que los sondeos le eran desfavorables, y apeló sin éxito la decisión del órgano partidario ante el Tribunal Supremo de Elecciones y la Corte Suprema de Justicia, que lo mantuvieron en firme. Araya se acercó al partido local Alianza por San José para ser candidato. 
Otros candidatos fueron Guido Granados por el PLN, el regidor josefino Daguer Hernández por el Partido Acción Ciudadana, el exdiputado Jorge Eduardo Sánchez por el Partido Unidad Social Cristiana, el exdipuado y excandidato presidencial José Manuel Echandi por el Partido Integración Nacional. y la excandidata a diputada por el Partido de los Trabajadores Laura Morúa.
Araya resultó vencedor con más del 40% de los votos.

## Reacciones y opiniones de los analistas

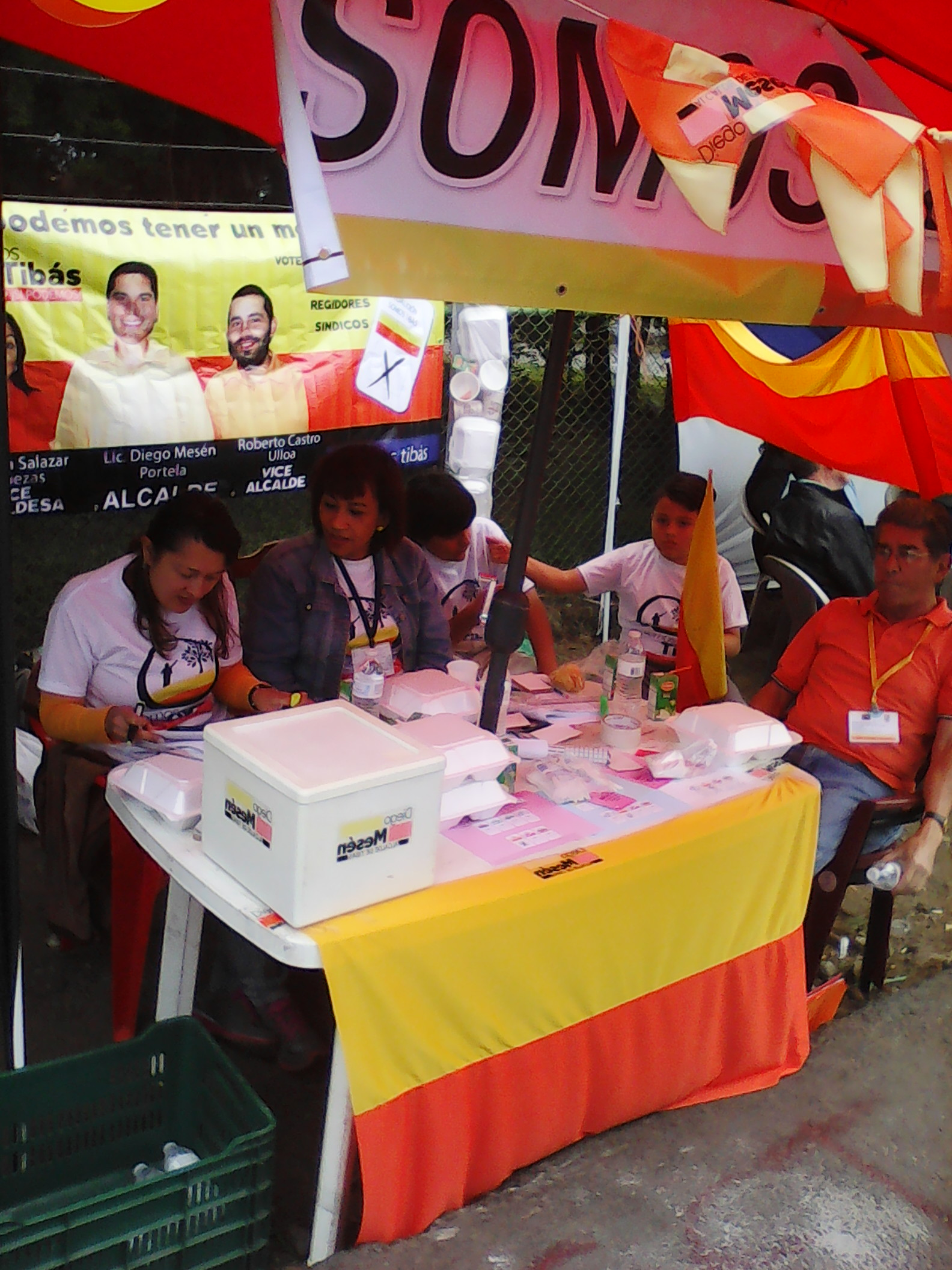
Stand de la Coalición Somos Tibás en las elecciones municipales del cantón

Pasadas las elecciones varios partidos clamaron la victoria. El expresidente José María Figueres, presidente del Partido Liberación Nacional aseguró que su partido había triunfado a pesar de haber perdido muchas alcaldías, pues venía de la peor derrota de su historia dos años atrás. Rodolfo Piza, secretario general y excandidato presidencial del Partido Unidad Social Cristiana clamó la victoria y destacó el incremento de alcaldías de su partido a pesar de la salida del calderonismo. Margarita Bolaños, presidenta del oficialista Partido Acción Ciudadana afirmó que su partido incrementó levemente el número de alcaldías y que para su partido no era opción aprovecharse del hecho de ser gobierno para beneficiar a sus candidaturas, como afirmó, hacen otros partidos. Patricia Mora del Frente Amplio se manifestó feliz por pasar de tener un regidor a treinta y lograr la primera alcaldía en solitario y dos en coalición.  Sergio Mena del Partido Nueva Generación también celebró el triunfo de su partido al lograr cuatro alcaldías asegurando que fue producto de visitas casa por casa. Por su parte Otto Guevara del Movimiento Libertario reconoció el fracaso.
Diversos medios de prensa destacaron el triunfo del Partido Unidad Social Cristiana y aseguraron que los grandes perdedores habían sido el PAC, el FA y el ML. En el caso del PAC por no haber logrado capitalizar el ser gobierno, en el del FA porque su dirigencia había aspirado a tener al menos 10 alcaldías y en el caso del ML por haber perdido sus únicas dos alcaldías y no haber obtenido ninguna, además de una sensible reducción en regidores. Esto hizo que algunos medios reportaran el posible regreso del bipartidismo.
No obstante, algunos analistas han disputado esto. Vargas Cullel, investigador del Estado de la Nación menciona como las elecciones municipales son muy particulares ya que votan 1 de 10 costarricenses, y a diferencia de las elecciones nacionales donde votan personas jóvenes, de zonas urbanas y sin filiación partidaria, en las municipales suelen votar personas mayores, de áreas rurales y militantes activos de partidos, por lo que las personas alineadas con los partidos políticos tienen sobrerrepresentación, lo cual beneficia a los partidos políticos con las estructuras partidarias más consolidadas. Roberto Jean en su artículo Jugar con números: De cómo no todo es lo que parece (excepto por el Movimiento Libertario) analiza los números de las elecciones llegando a la conclusión de que la reacción mediática tiende a ignorar los resultados en números mismos; el PLN obtuvo 327.174, 15000 votos menos que en las municipales de 2010 y un número similar al de votos recibidos en la segunda ronda de 2014 cuando, en general, se aceptaba que el partido no tenía posibilidades de ganar. Es decir, el “voto duro” de sus partidarios se mantuvo y es de un 30%. Similar caso al del PAC que, aún sufriendo de un gobierno muy impopular, recibió unos 118655 votos, 20 mil votos más que en las municipales del 2010 y enfrentando una prensa muy hostil. El autor considera que si bien no es de ninguna manera un triunfo, no es tampoco una debacle ya que logra preservar el “voto duro”. Vargas en cambio achaca los resultados del PAC a la falta de estructura a nivel local lo que lo torna “amorfo”. En cuanto al FA, otro partido señalado como fracasado por algunos sectores de la prensa, ambos autores concuerdan en que en la práctica, incrementó sustancialmente su número de votos pasando de 5000 en las municipales de 2010 a 48000 en las de 2016 y aumentando notoriamente su número de representantes municipales. Finalmente, en lo que parece haber consenso es en el desplome sufrido por el Movimiento Libertario, achacado por algunos comentaristas a los escándalos de corrupción recientes que llevaron a varios de sus dirigentes a prisión.

## Resultados
| Partido | Partido                                            | Alcaldías | Síndicos y concejales (propietarios y suplentes) | Regidores (propietarios y suplentes) |
| ------- | -------------------------------------------------- | --------- | ------------------------------------------------ | ------------------------------------ |
|         | Partido Liberación Nacional                        | 50        | 3530                                             | 375                                  |
|         | Partido Unidad Social Cristiana                    | 15        | 1150                                             | 206                                  |
|         | Partido Acción Ciudadana                           | 6         | 1012                                             | 128                                  |
|         | Partido Nueva Generación                           | 3         | 142                                              | 68                                   |
|         | Partido Republicano Social Cristiano               | 1         | 334                                              | 48                                   |
|         | Frente Amplio                                      | 1         | 147                                              | 38                                   |
|         | Partido Accesibilidad sin Exclusión                | 1         | 48                                               | 16                                   |
|         | Alianza por San José                               | 1         | 62                                               | 8                                    |
|         | Curridabat Siglo XXI                               | 1         | 28                                               | 6                                    |
|         | Partido Auténtico Limonense                        | 1         | 22                                               | 10                                   |
|         | Yunta Progresista Escazuceña                       | 1         | 20                                               | 8                                    |
|         | Coalición Gente de Montes de Oca (PAC-FA-PH-PN-AP) | 1         | 18                                               | 4                                    |
|         | Movimiento Libertario                              | 0         | 62                                               | 18                                   |
|         | Alianza Demócrata Cristiana                        | 0         | 58                                               | 8                                    |
|         | Partido Integración Nacional                       | 0         | 38                                               | 10                                   |
|         | Renovación Costarricense                           | 0         | 28                                               | 20                                   |
|         | Nueva Mayoría Griega                               | 0         | 24                                               | 6                                    |
|         | Viva Puntarenas                                    | 0         | 22                                               | 6                                    |
|         | Alianza por Palmares                               | 0         | 22                                               | 2                                    |
|         | Movimiento Avance Santo Domingo                    | 0         | 20                                               | 2                                    |
|         | Rescate Cantonal de La Unión                       | 0         | 14                                               | 4                                    |
|         | Partido Verde Ecologista                           | 0         | 12                                               | 2                                    |
|         | Partido Unión Guarqueño                            | 0         | 12                                               | 2                                    |
|         | Coalición Somos Tibás (PAC-FA-PCTF)                | 0         | 10                                               | 4                                    |
|         | Partido Auténtico Siquirreño                       | 0         | 12                                               | 4                                    |
|         | Partido Auténtico Labrador de Coronado             | 0         | 10                                               | 4                                    |
|         | Partido del Sol                                    | 0         | 10                                               | 2                                    |
|         | Partido Ecológico Comunal Costarricense            | 0         | 10                                               | 2                                    |
|         | Alianza Social por La Unión                        | 0         | 10                                               | 2                                    |
|         | Partido Renovemos Alajuela                         | 0         | 8                                                | 4                                    |
|         | Todo Por Flores                                    | 0         | 6                                                | 2                                    |
|         | Liga Ramonense                                     | 0         | 4                                                | 2                                    |
|         | Alianza por Belén (PAC-PIB)                        | 0         | 4                                                | 2                                    |
|         | Avance Montes de Oca                               | 0         | 4                                                | 2                                    |
|         | Pueblo Garabito                                    | 0         | 2                                                | 2                                    |
|         | Desamparados Unido                                 | 0         | 4                                                | 0                                    |
|         | Garabito Ecológico                                 | 0         | 4                                                | 0                                    |
|         | Parrita Independiente                              | 0         | 2                                                | 2                                    |
|         | Partido Autónomo Oromontano                        | 0         | 2                                                | 0                                    |
|         | Renovación Cartago                                 | 0         | 2                                                | 0                                    |
|         | Unidos por Guatuso (PAC-FA)                        | 0         | 2                                                | 0                                    |
|         | Restauración Nacional                              | 0         | 0                                                | 6                                    |
|         | Recuperando Valores                                | 0         | 0                                                | 2                                    |